# Kelurahan Pasirmuncang
Kelurahan Pasirmuncang är en administrativ by i Indonesien.   Den ligger i provinsen Jawa Tengah, i den västra delen av landet, 290 km sydost om huvudstaden Jakarta.